# NGC 432
NGC 432 est une très vaste galaxie lenticulaire située dans la constellation du Toucan. NGC 432 a été découverte par l'astronome britannique John Herschel en 1827.

## Caractéristiques
Sa vitesse par rapport au fond diffus cosmologique est de 7 961 ± 28 km/s, ce qui correspond à une distance de Hubble de 117,4 ± 8,2 Mpc (∼383 millions d'al).